# 三叉帕扁甲
三叉帕扁甲（学名：Passandra trigemina），一种鞘翅目昆虫，隶属于捕蠹虫科(帕扁甲科）帕扁甲属，分布于印度、斯里兰卡、中国云南、缅甸、老挝、泰国、马来西亚、菲律宾、印度尼西亚及新几内亚岛等地。